# Jesuitenkirche Maria Schnee

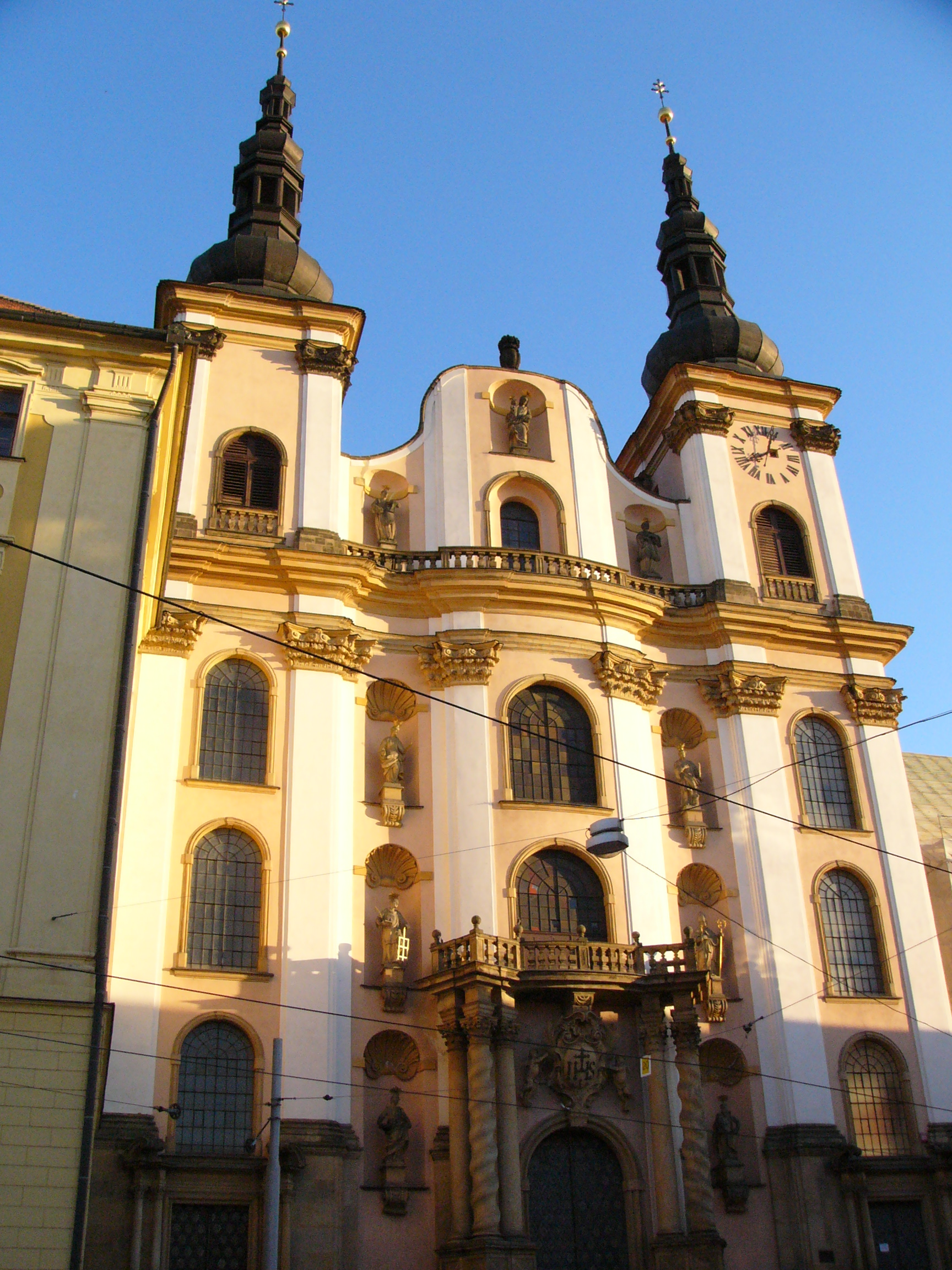
Fassade der Jesuitenkirche Maria Schnee, Olmütz

Die Jesuitenkirche Maria Schnee (tschechisch Kostel Panny Marie Sněžné) ist eine Barockkirche in der mährischen Stadt Olmütz. Sie ist die Pfarrkirche der römisch-katholischen Hochschulgemeinde und gehört zum Dekanat Olmütz der Erzdiözese Olmütz. Sie befindet sich im Norden der Altstadt mit der Schauseite zur Straße Denisova, während die Klostergebäude am Náměstí Republiky liegen. Das Patrozinium bezieht sich auf den Gedenktag Maria Schnee am 5. August, der an ein Schneewunder bei der Einweihung der Kirche Santa Maria Maggiore in Rom erinnert. Die Kirche steht unter Denkmalschutz.

## Geschichte

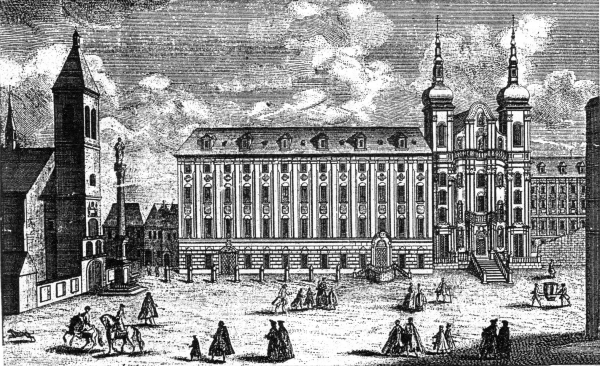
Ansicht von Jesuitenkirche und -kloster, 1724

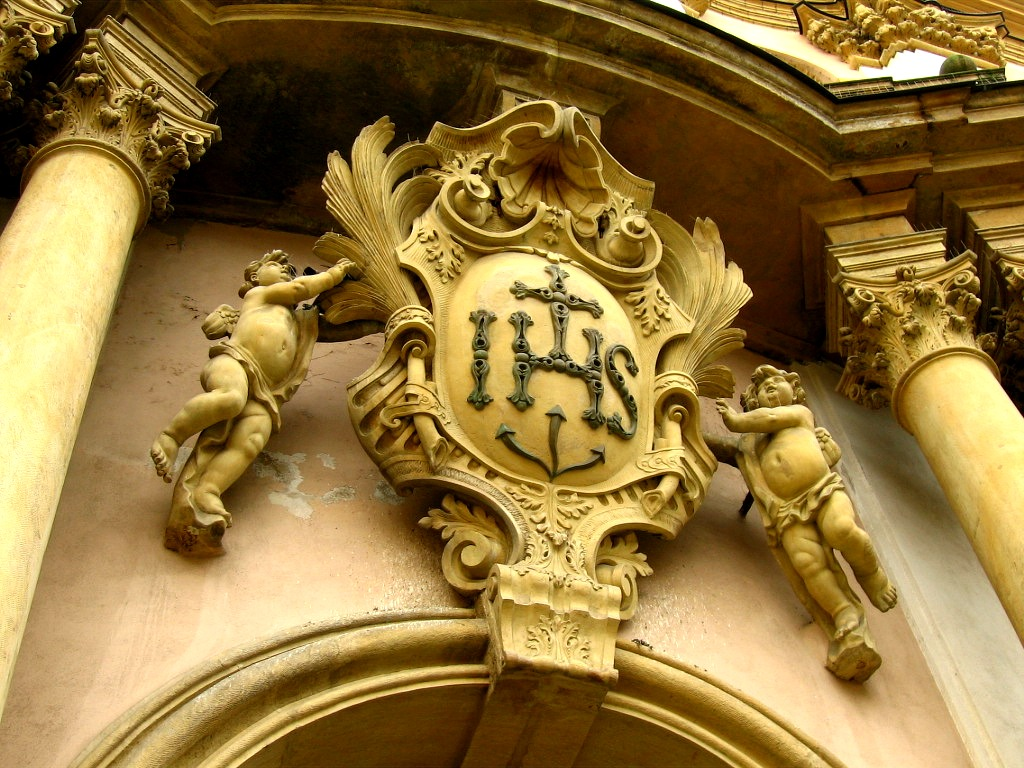
Kartusche mit Inschrift IHS, Maria Schnee, Olmütz

An Stelle des heutigen Kirchengebäudes befand sich ursprünglich eine im Jahr 1266 erbaute gotische Minoritenkirche. Sie wurde vom Olmützer Bischof Wilhelm Prusinovský von Víckov den 1567 in die Stadt berufenen Jesuiten übergeben, die die Olmützer Universität gründeten. Daher war die Kirche 1573 Universitätskirche geworden. Da die gotische Kirche den Anforderungen und dem zunehmend gewachsenen Prestige der Universität mit der Zeit nicht mehr entsprach, wurde 1712 der Grundstein zum Neubau der heutigen Kirche gelegt. Sie konnte im Februar 1716 geweiht werden und wurde 1722 mit dem Anbau der Treppenanlage baulich vollendet. Nach der Aufhebung des Jesuitenordens 1773 diente die Kirche noch bis 1778 weiter als Universitätskirche, bis auch die Universität nach Brünn verlegt wurde. Seit 1785 war sie k.u.k. Garnisonkirche und zeitweise Lagerhaus. Die Funktion der Militärkirche behielt sie bis 1950. Nach dem Februarumsturz 1948 gehörte die Kirche der Stadt. Ab 1990 ist sie wieder für die Gläubigen geöffnet. Die 2006 definierte neue Hochschulgemeinde wird nunmehr wiederum von Jesuiten betreut.
Das Kirchengebäude wurde 1916–1918 im Inneren von Adolf Kašpar, Rudolf Doležal und anderen Künstlern restauriert. In den 1970er Jahren erfolgte die Renovierung der wertvollen Orgel, und zuletzt in den 1990er Jahren die Restaurierung der Außenfassade.

## Kirchengebäude
Das Kirchengebäude folgt dem traditionellen Typ der Jesuitenkirchen, wie sie auf der Grundlage des Il-Jesù-Domes in Rom entstanden, wobei ein Kapellenkranz um ein Hauptschiff herum angelegt wurde. Direktes Vorbild dürfte die St. Nikolaus auf der Kleinseite gewesen sein. Der Bau wurde nach Plänen des Baumeisters Michael Klein aus dem schlesischen Neisse vom Baumeister Lukas Kleckel errichtet.

### Äußeres
Die durch zwei Türme eingefasste gewellte Stirnseite der Kirche besitzt als zentrales Gestaltungselement ein monumentales Portal mit tordierten Säulen, auf denen ein Balkon mit Balustrade ruht. Eine Kartusche zeigt das von den Jesuiten verwendete IHS. Zur Kirche führt eine breite Treppe mit Steinbalustrade. Das wertvolle Portal wurde vom Bildhauer Wenzel Render geschaffen. Die Fassade wird zudem von den Statuen der hll. Ignatius von Loyola, Franz Xaver, Apollonia von Alexandria, Laurentius von Rom, Petrus, Agnes von Rom, Valentin von Terni und Paulus geziert, die von David Zürn III. geschaffen wurden.

### Inneres

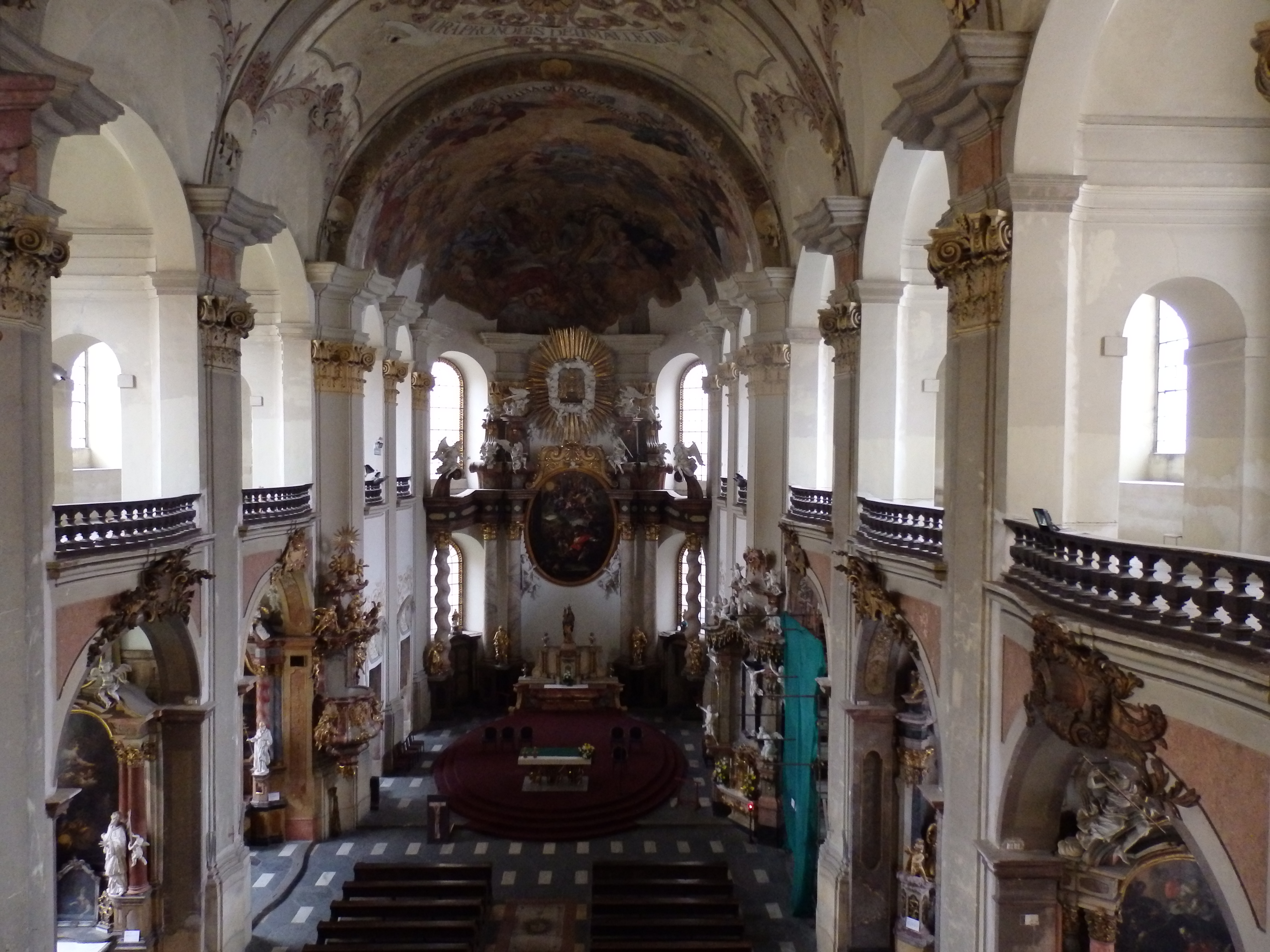
Innenraum der Kirche Maria Schnee, Olmütz

Der einschiffige Innenraum der Kirche ist reich mit Stuck und Malereien des 18. Jahrhunderts geschmückt. Die großflächigen Deckengemälde Apotheose der Jungfrau Maria, der Himmelskönigin im Presbyterium und Wunder der Jungfrau Maria-Schnee im Kirchenschiff schuf der Wiener Maler Karl Franz Joseph Haringer in den Jahren 1716–1717. Die Stuckaturen stammen vom aus dem Tessin stammenden Olmützer Stadtbürger Antonio Ricci.
Das Gemälde des Hauptaltars Offenbarung der Jungfrau Maria Schnee in Rom wurde vom Wiener Maler Johann Georg Schmidt 1720 gemalt.
Neben dem Presbyterium liegt an der linken Seite die Kapelle des hl. Ignatius von Loyola mit dem Altarbild von Johann Christoph Handke. Hier befindet sich auch der Grabstein des Bischofs Wilhelm Prusinovský von Víckov. Daran schließt die Kapelle der hl. Anna an, deren Altarbild ebenfalls Handke malte. Es folgen die Kapellen des hl. Josef, des hl. Erzengels Michael (Altarbild von Josef Franz Wickart), und schließlich die Kapelle der hl. Schutzengel, wo Handke das Bild Tobias mit dem Erzengel Raphael schuf.
Neben dem Presbyterium auf der rechten Seite befindet sich die Kapelle des hl. Franz Xaver mit dem Grabstein des Domkapiteldechanten Breuner. Daran schließen sich im Kirchenschiff die Kapellen der hl. Paula von Rom, des hl. Aloisius von Gonzaga, des hl. Karl Borromäus und der hl. Barbara von Nikomedien an, deren Gemäldeschmuck wiederum von Johann Christoph Handke und Josef Franz Wickart stammen.

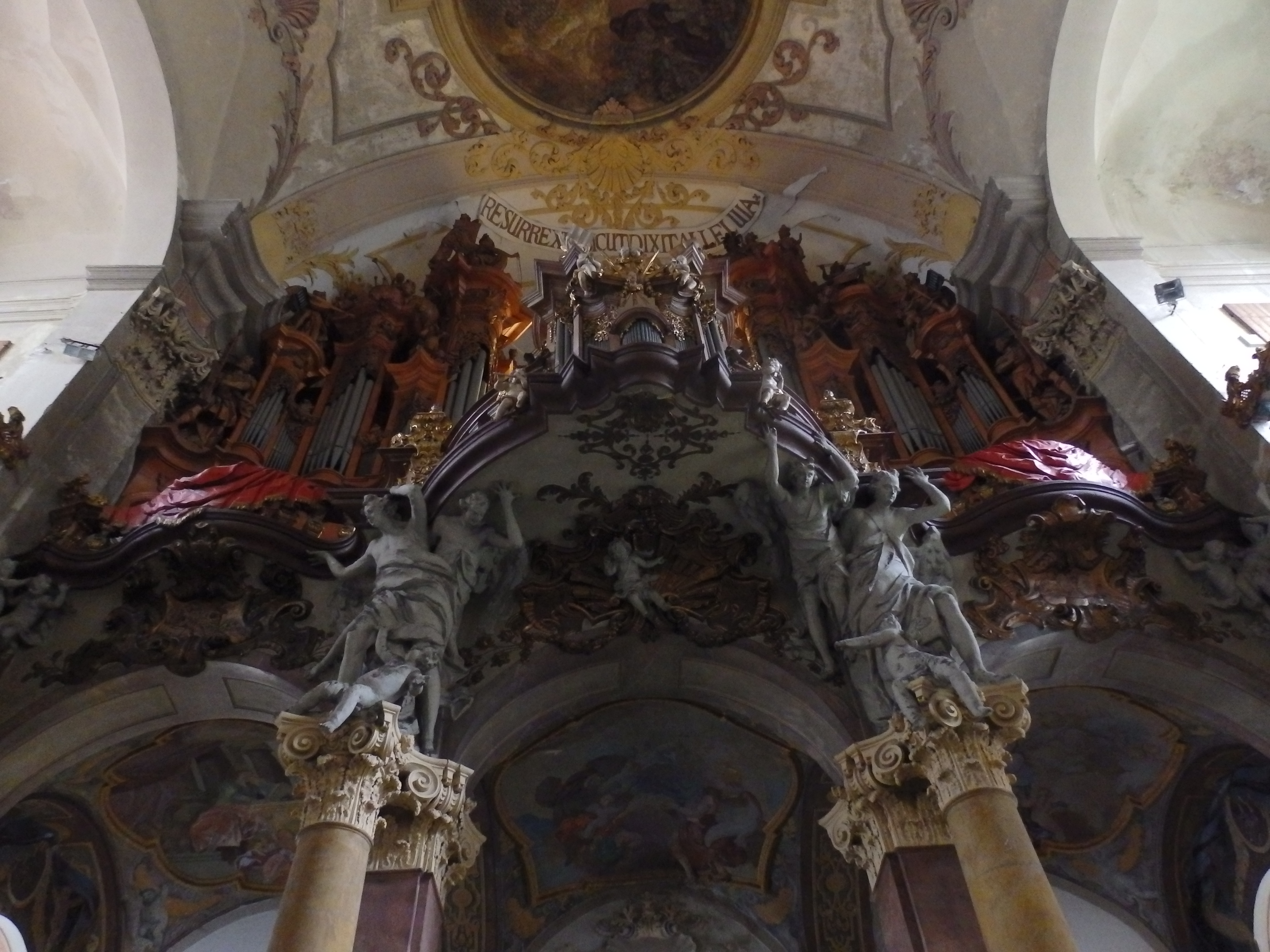
Orgelempore, Maria Schnee, Olmütz

Der Figurenschmuck der Kirche wurde von den Bildhauern Augustin Johann Thomasberger, Johann Sturmer und Philipp Sattler geschaffen.

### Orgel
Von besonderer Bedeutung ist die 1728 von dem aus Grulich stammenden Johann Gottfried Halbich gebaute Orgel. Sie ist mit 41 Statuen geschmückt, die als Himmelsorchester bezeichnet werden, und von Thomasberger und Sturmer ausgeführt wurden. Das durch seinen reinen barocken Klang berühmte Instrument besitzt zwei Manuale, Pedal, 28 Register, mechanische Traktur, drei Koppeln und Tremolo.

### Sakristei
Rechts hinter dem Presbyterium liegt die Sakristei mit schönen barocken Gemälden und Stuckaturen sowie Holzschränken.

## Fotos

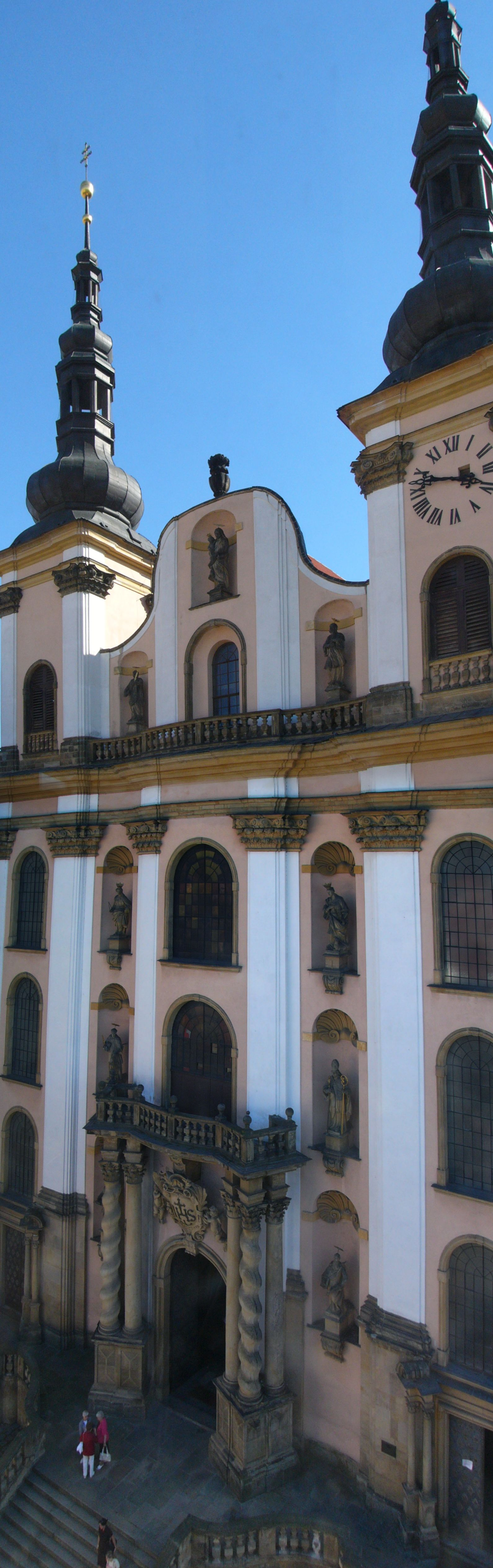
Fassade
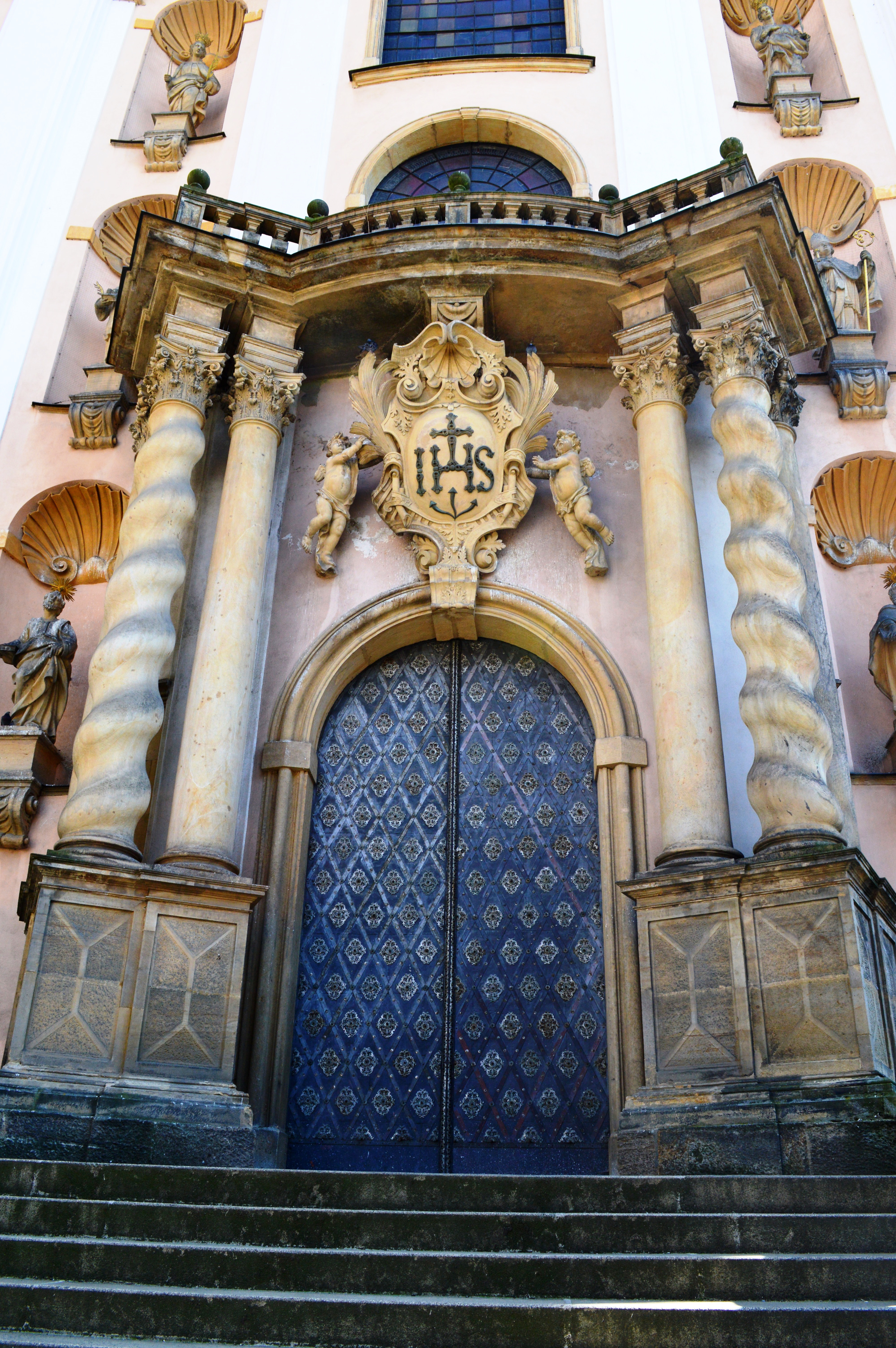
Portal von Wenzel Render
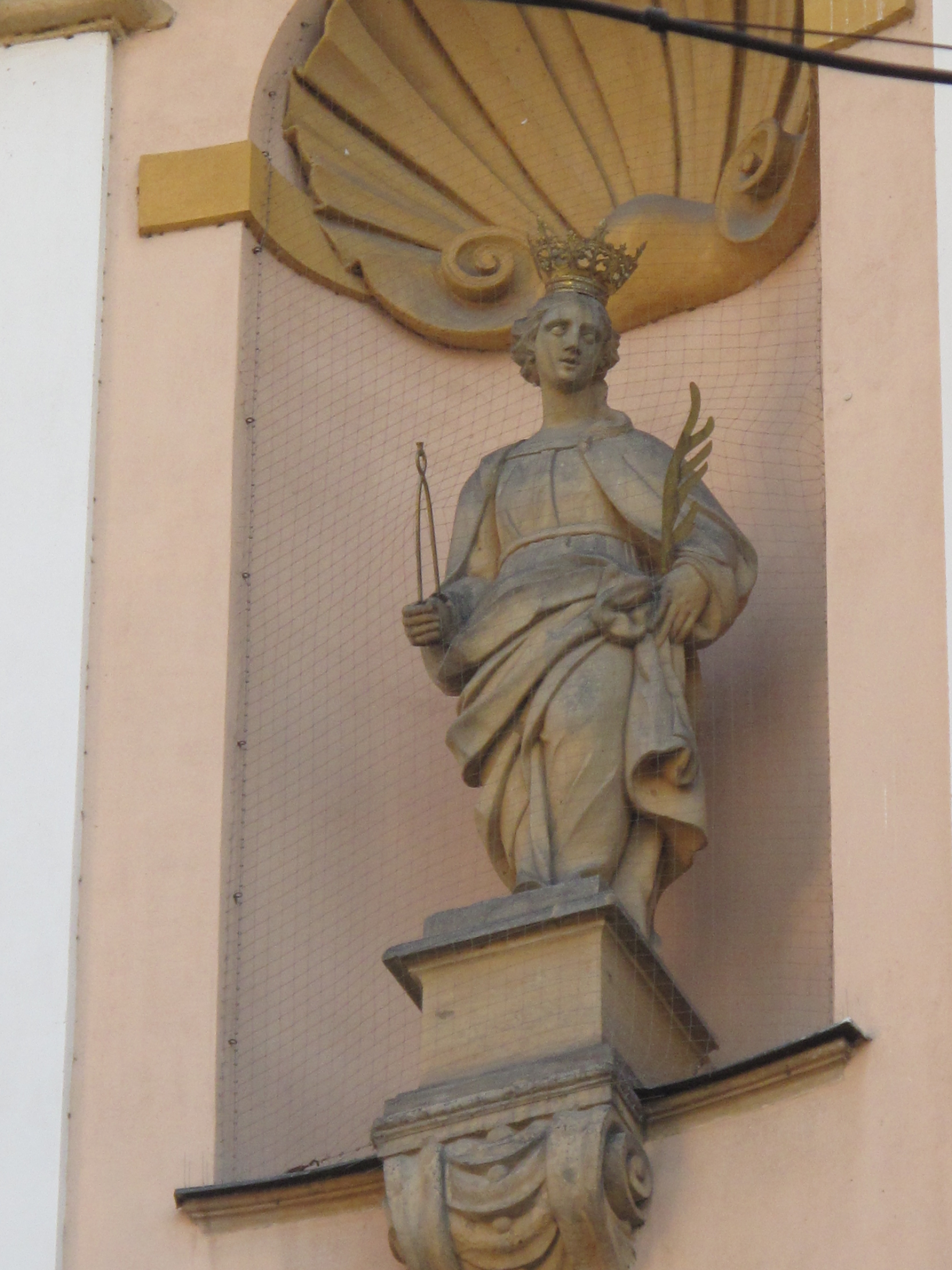
Hl. Apollonia von David Zürn III.
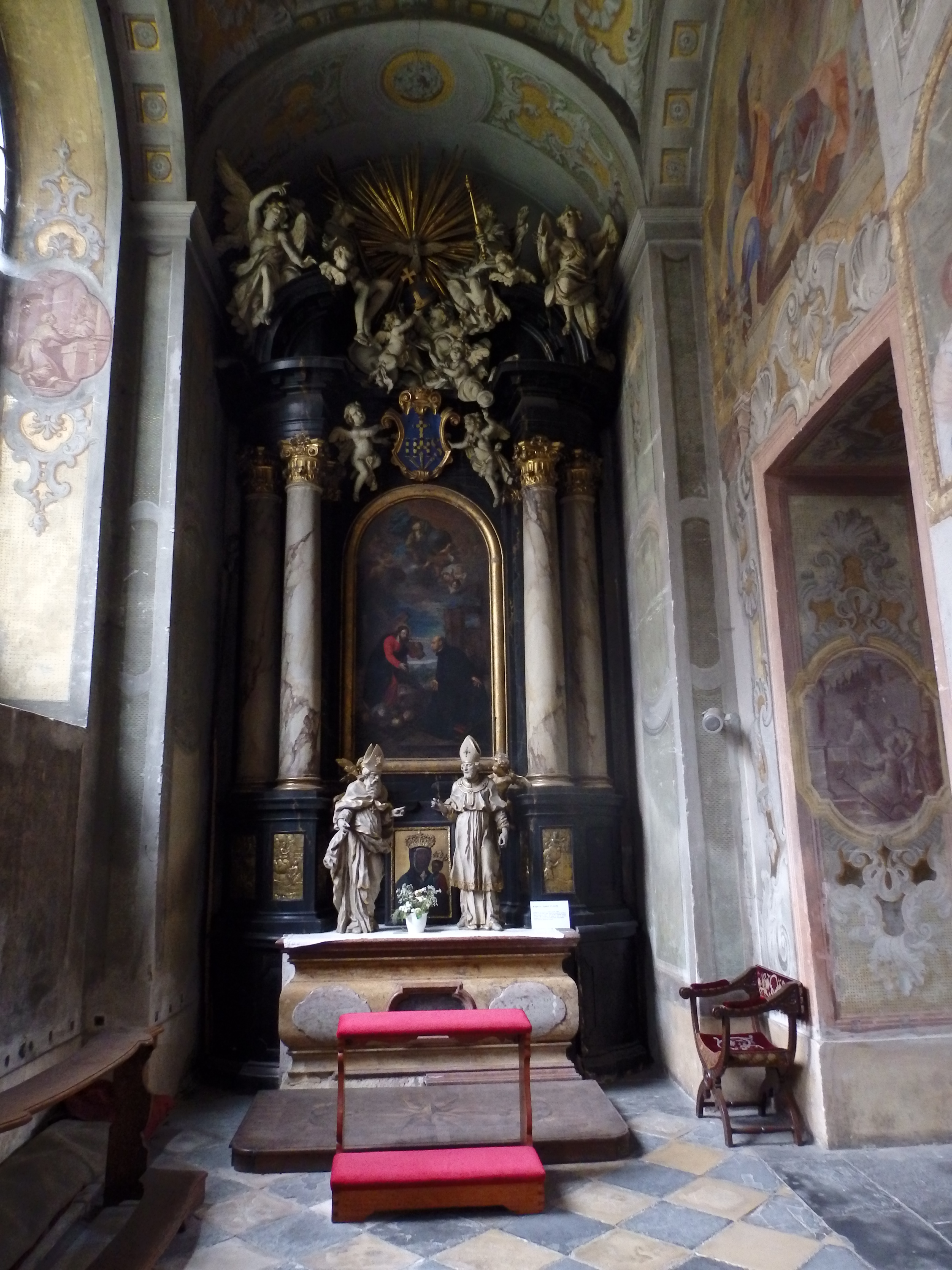
Kapelle des hl. Ignatius von Loyola
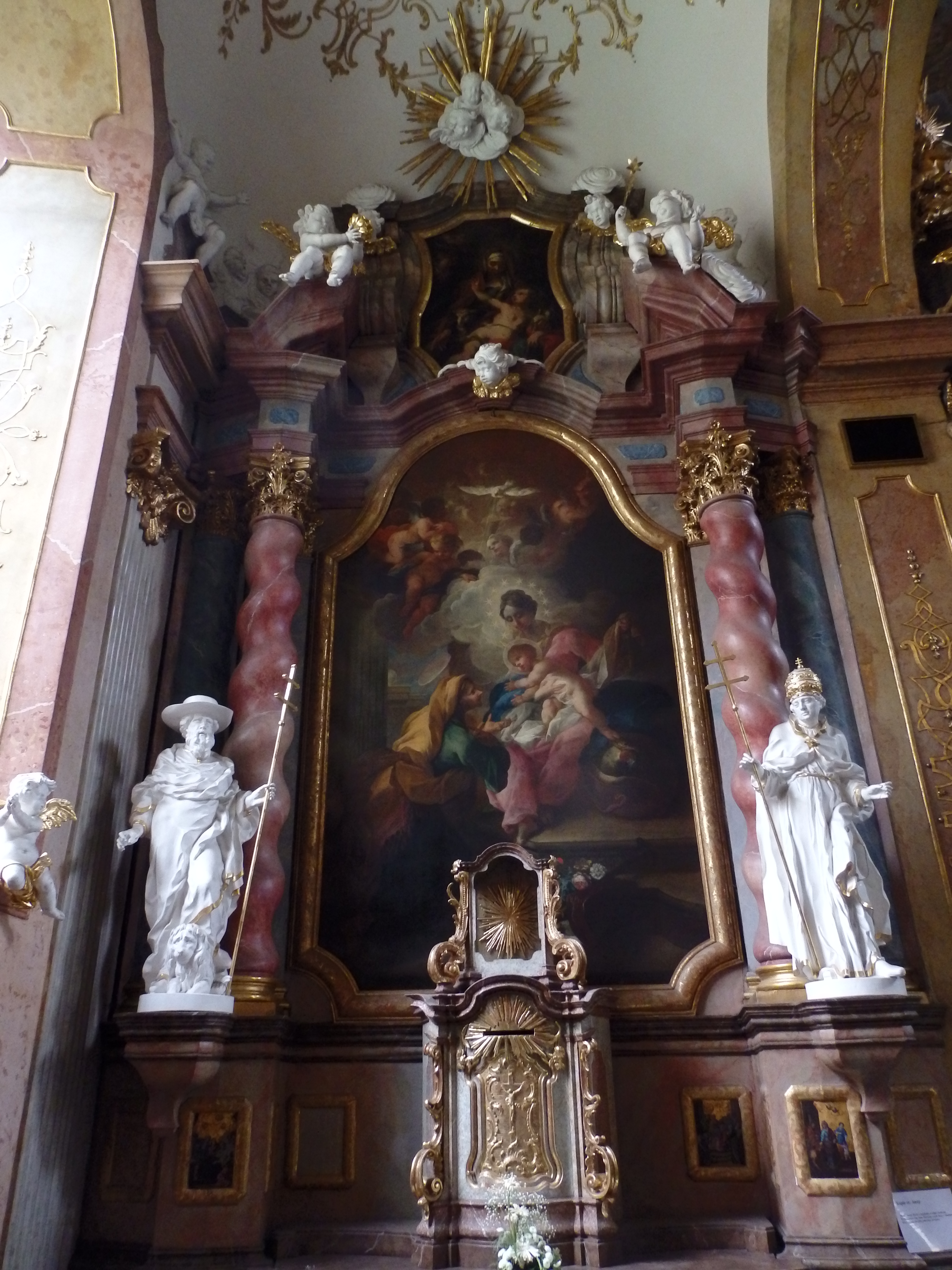
Annakapelle
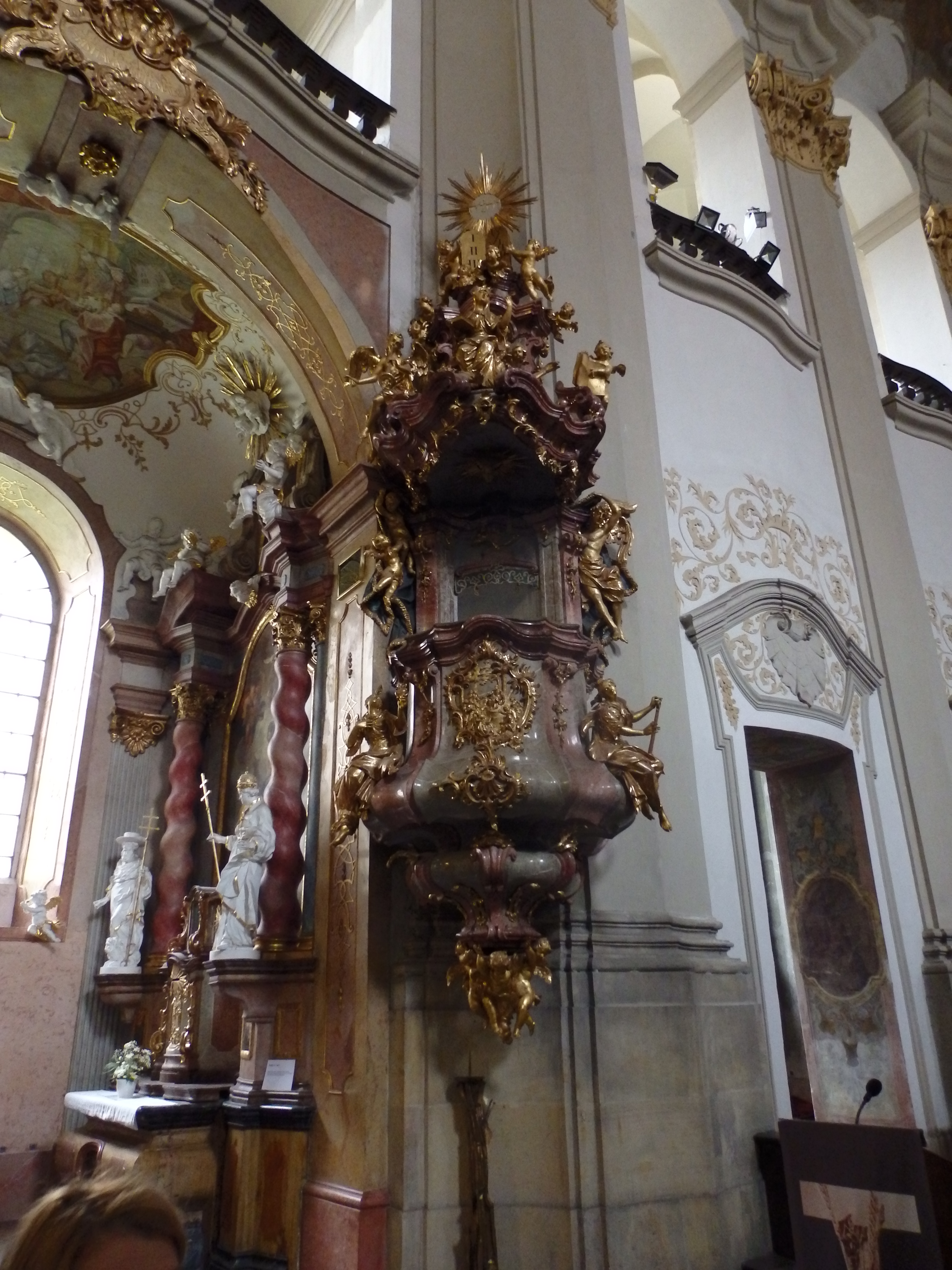
Kanzel
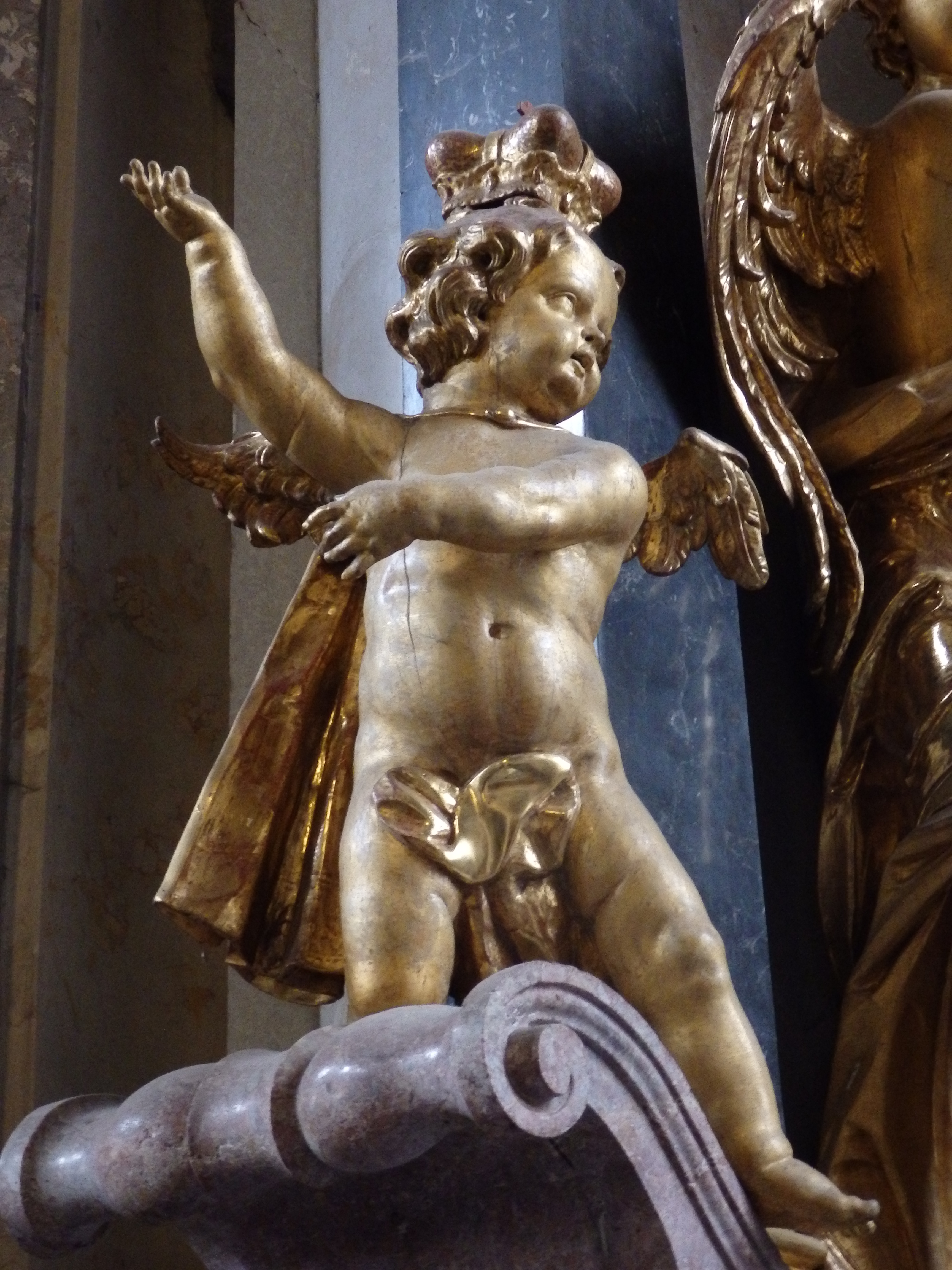
Engel
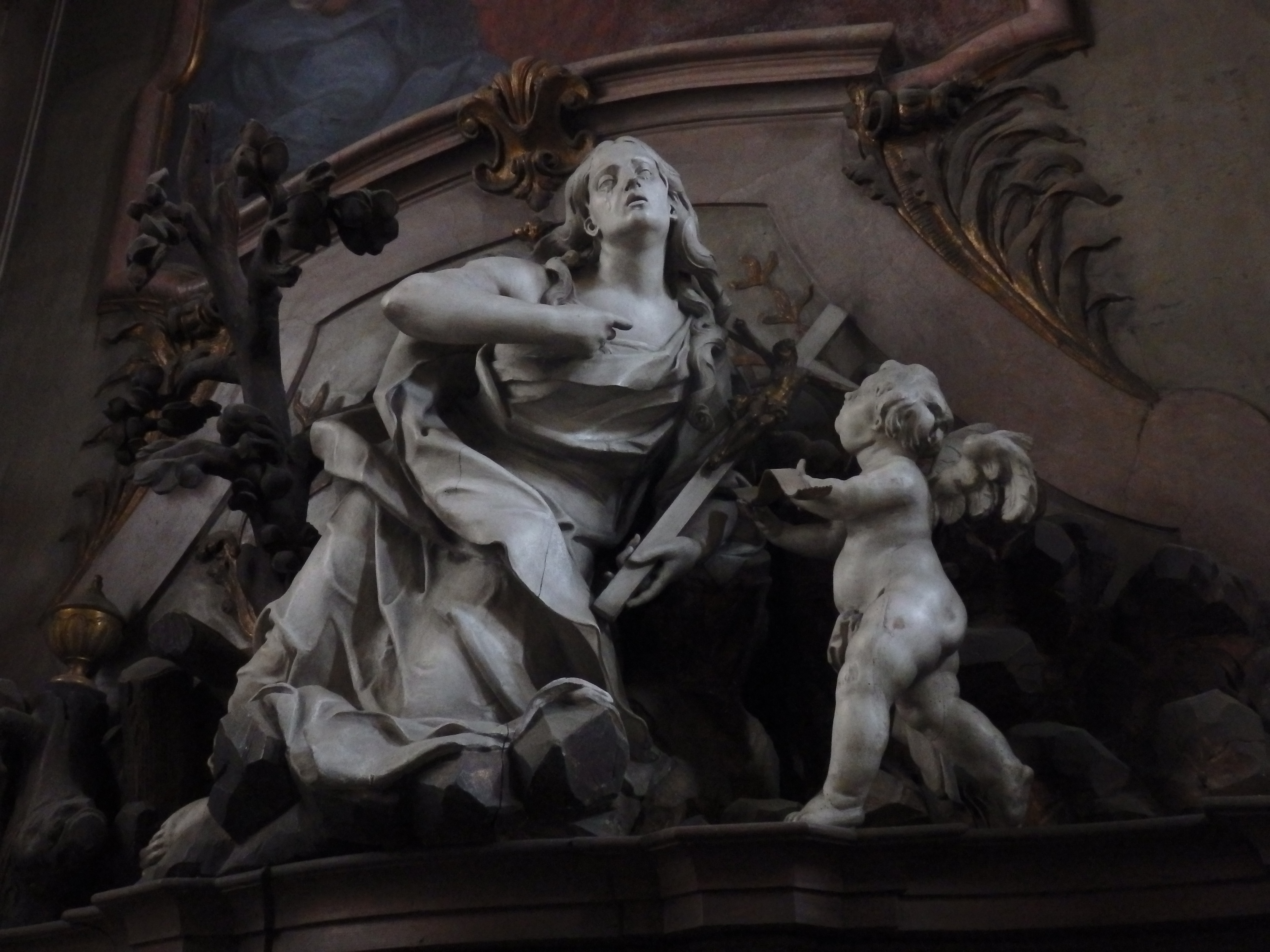
Büßende Maria Magdalena von einem Beichtstuhl
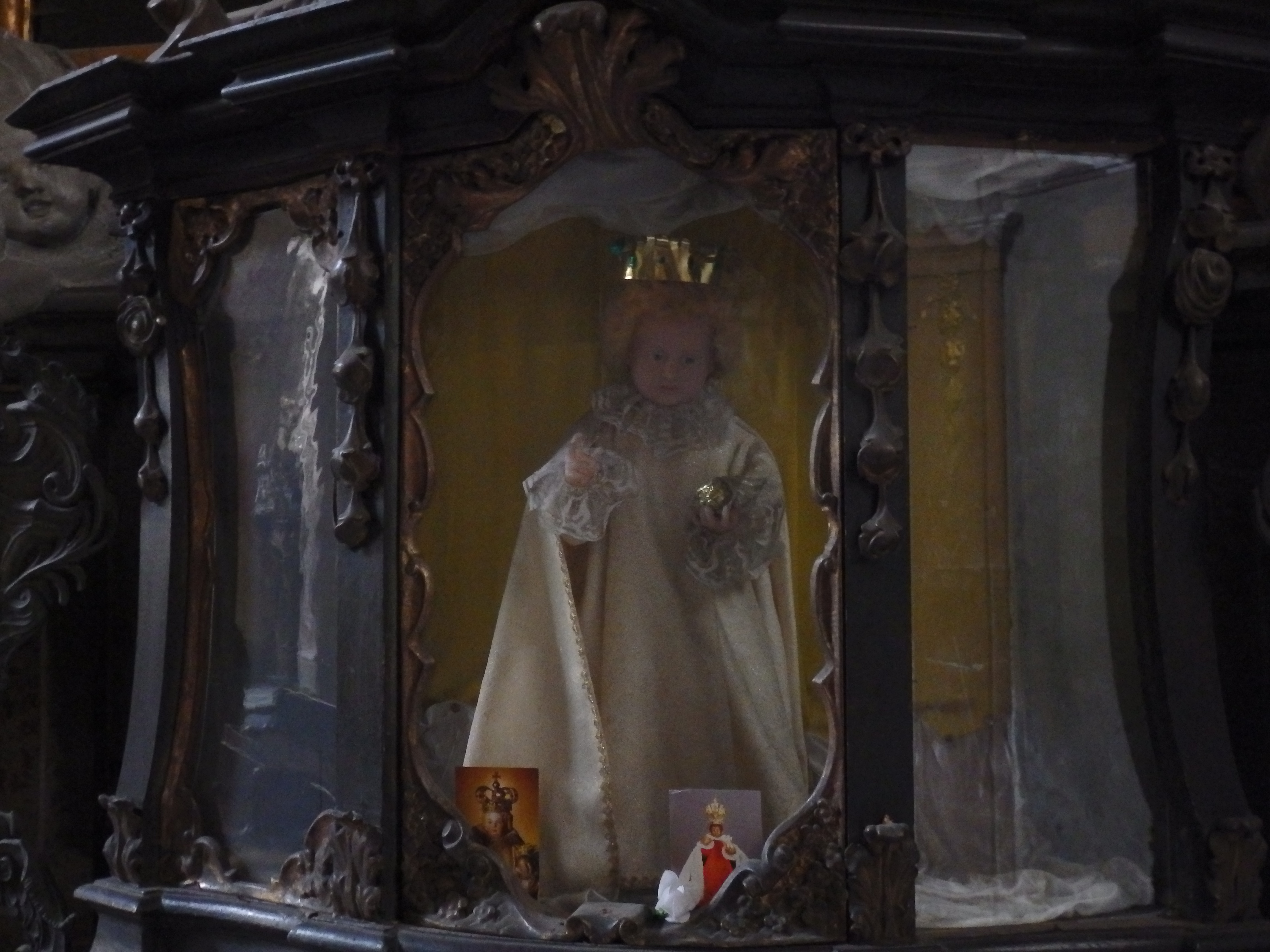
Jesulein aus der Barbarakapelle
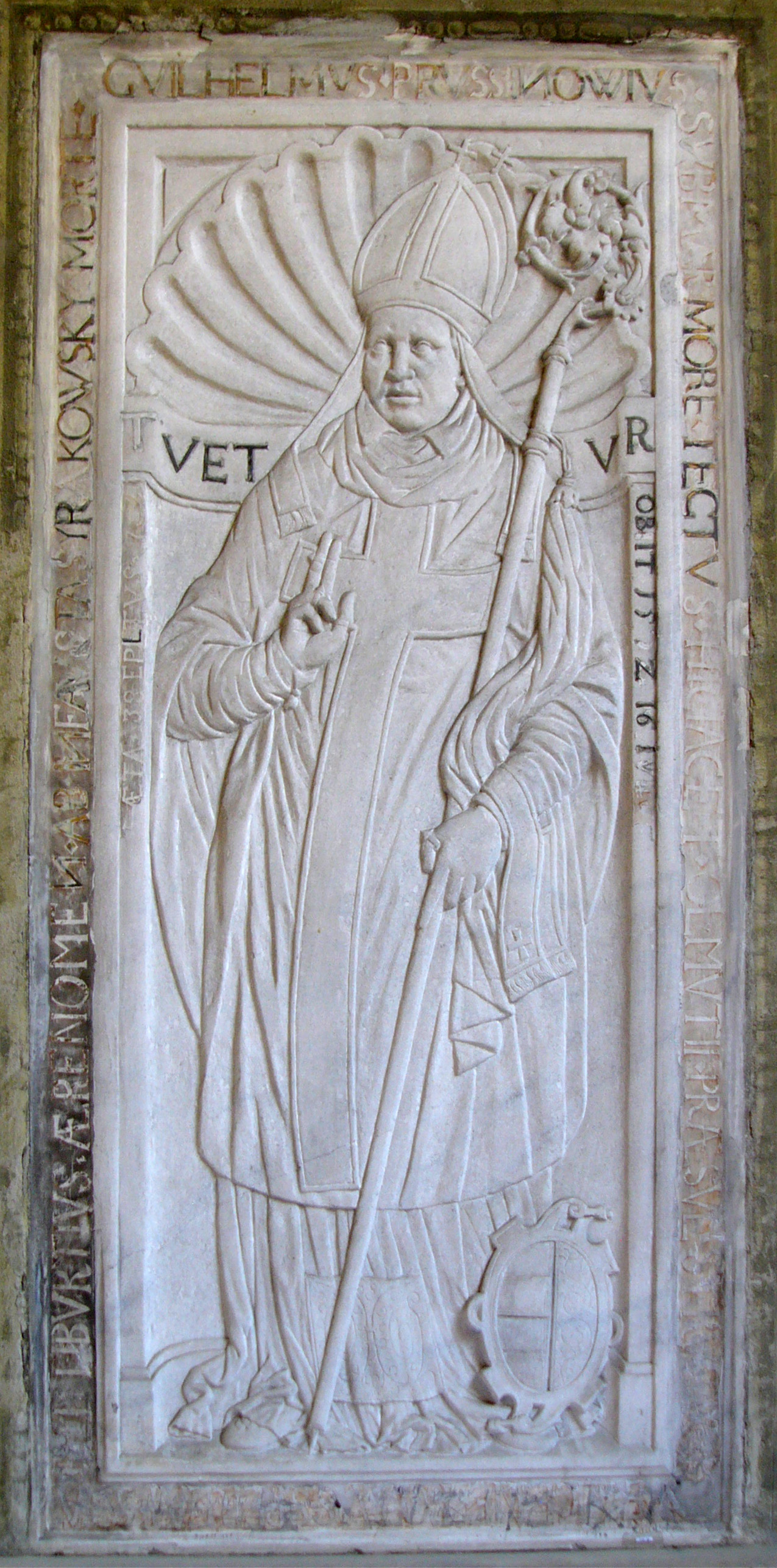
Grabstein von Bischof Prusinovský
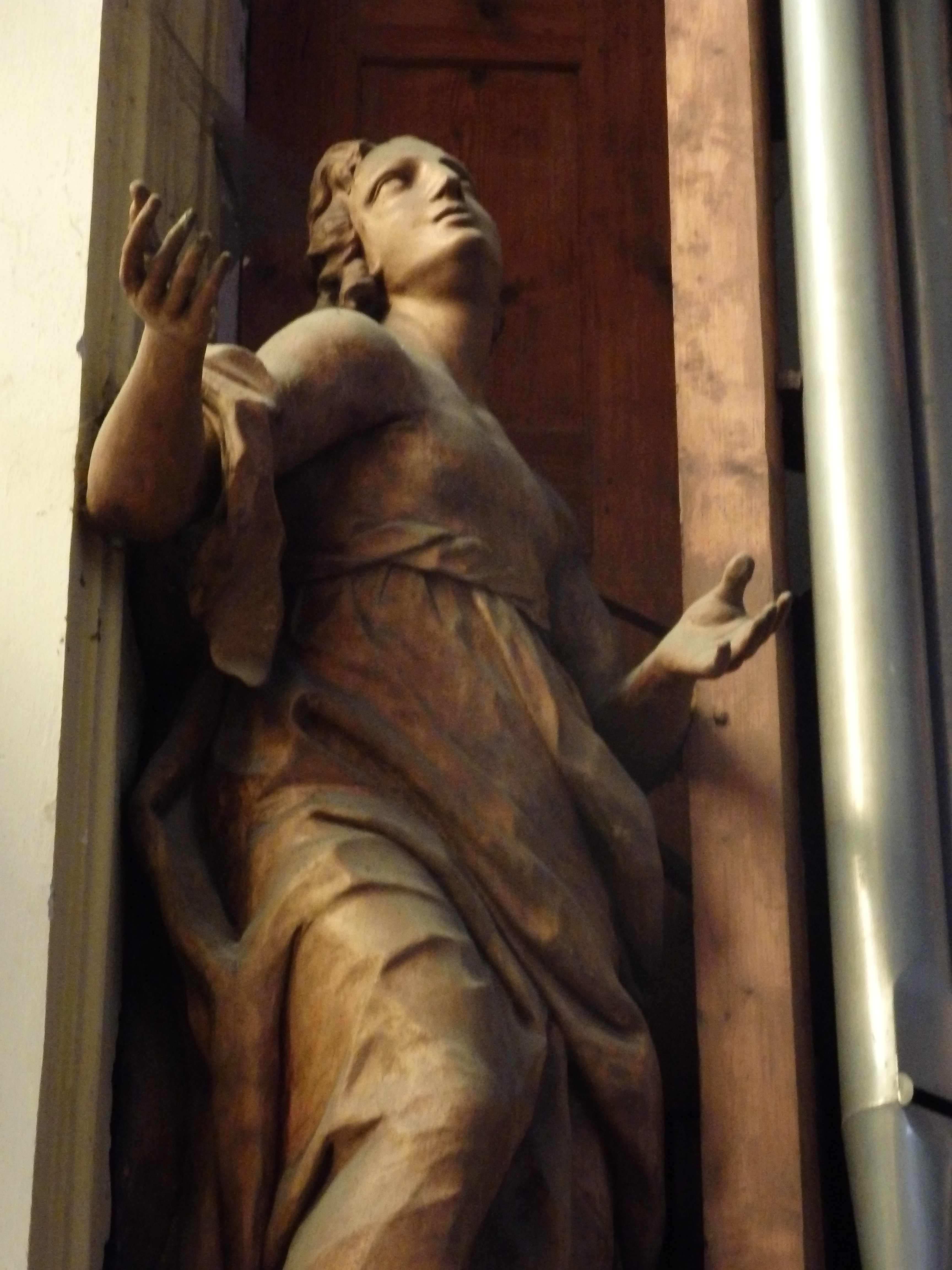
Figur an der Orgel
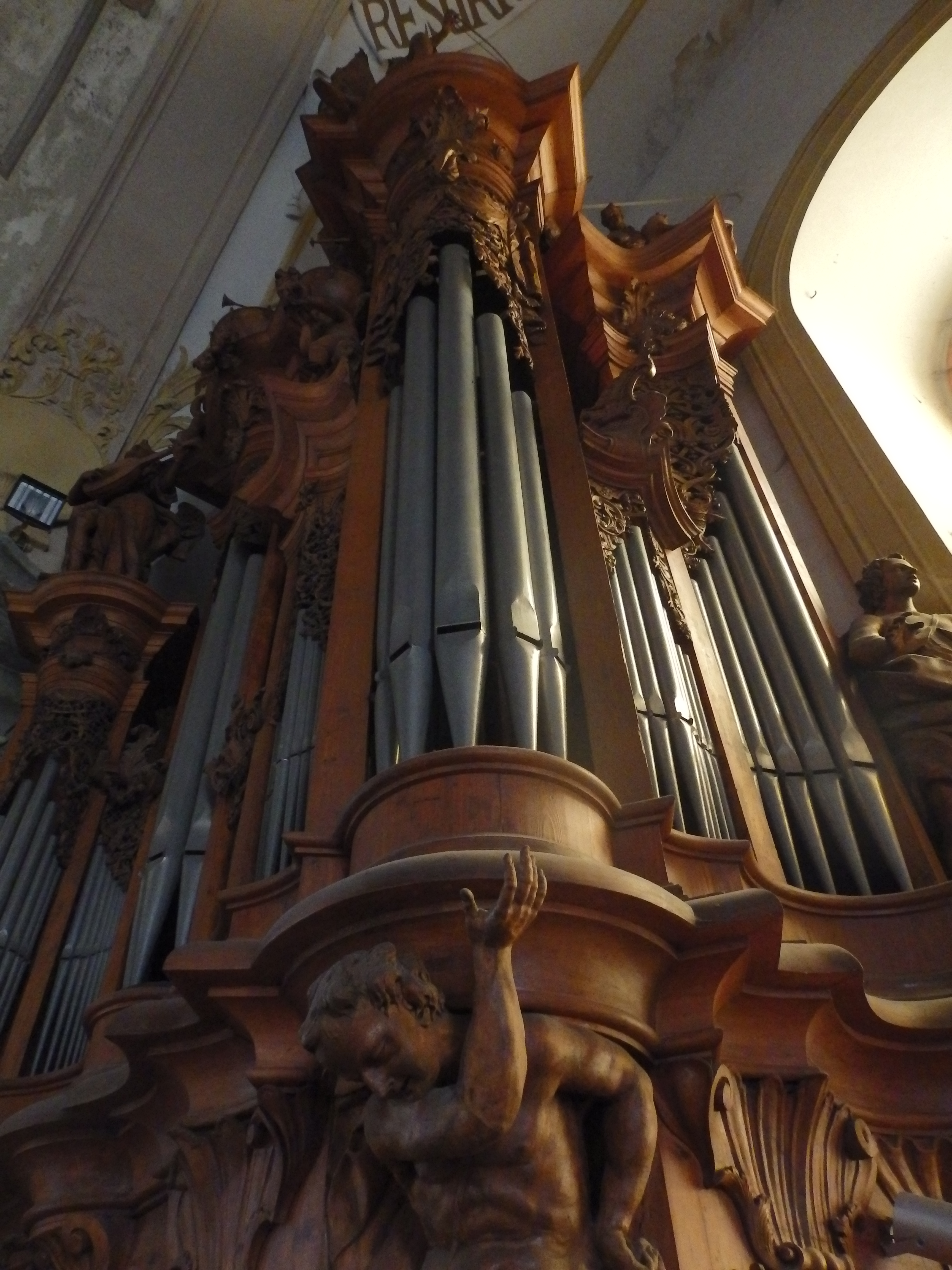
Orgel
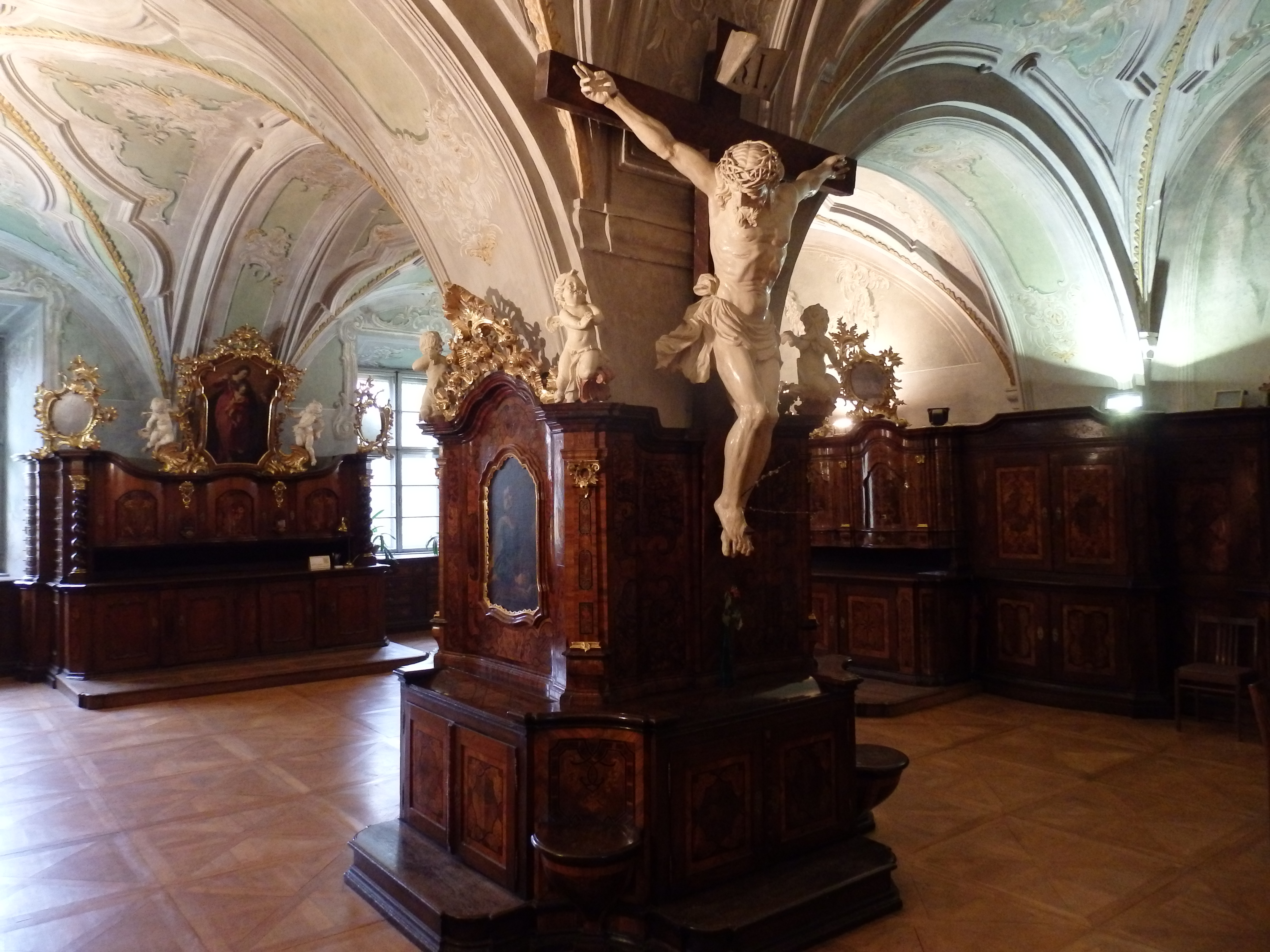
Sakristei
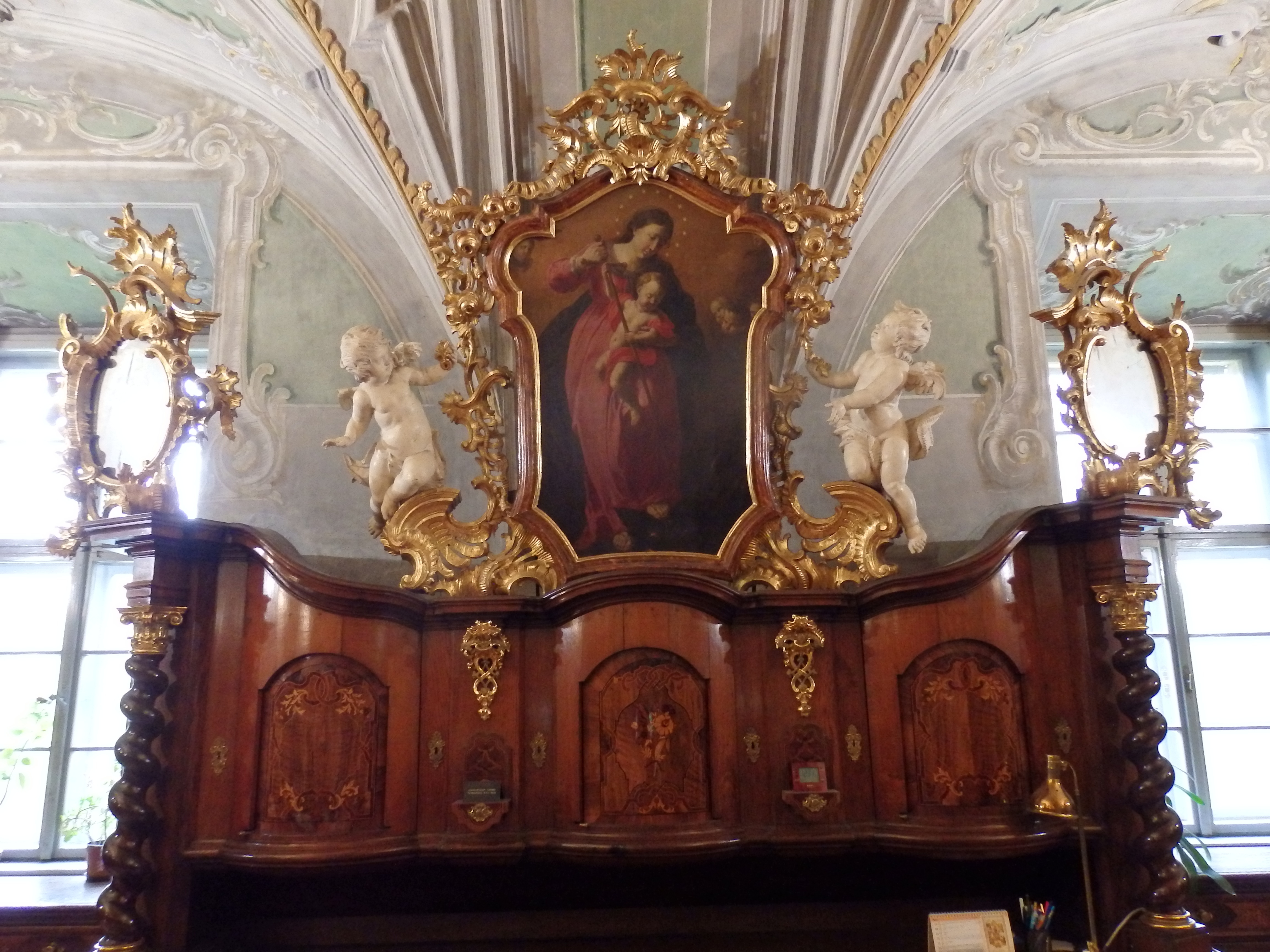
Sakristei